# Cosmoconus athrix
Cosmoconus athrix är en stekelart som beskrevs av Henry Keith Townes, Jr. och Gupta 1992. Cosmoconus athrix ingår i släktet Cosmoconus och familjen brokparasitsteklar. Inga underarter finns listade i Catalogue of Life.